# Lake Kohangatera
Der Lake Kohangatera ist ein See im Einzugsgebiet der Stadt Lower Hutt in der Region Wellington auf der Nordinsel von Neuseeland.

## Geographie
Der Lake Kohangatera befindet sich am südlichen Ende des Stadtgebietes von Lower Hut, rund 1,4 km südöstlich von Pencarrow Head, dem östlich der Hafeneinfahrt zum Wellington Harbour liegenden Felsen zusammen mit dem Leuchtturm Pencarrow Head Lighthouse auf der Spitze. Der See, der über eine Flächenausdehnung von rund 21 Hektar verfügt und eine Uferlinie von ca. 2,8 km besitzt, erstreckt sich über eine Länge von rund 950 m in Nord-Süd-Richtung und misst an seiner breitesten Stelle rund 315 m in Ost-West-Richtung. Mit einer maximalen Tiefe von 2,1 m zählt der See zu den seichten Gewässern der Stadt.
Gespeist wird der Lake Kohangatera hauptsächlich durch den von Nordosten zulaufenden und von einem Feuchtgebiet begleiteten Gollans Stream, der den See auch an seinem südlichen Ende zur Cook Strait hin entwässert. Der See verfügt über ein Wassereinzugsgebiet von rund 20 km².
Rund 600 m nordwestlich befindet sich der etwas kleinere Lake Kohangapiripiri.

## Wanderweg
An der östlichen Seite des Sees führt ein kleiner Wanderweg vorbei.